# 京都歯科医療技術専門学校

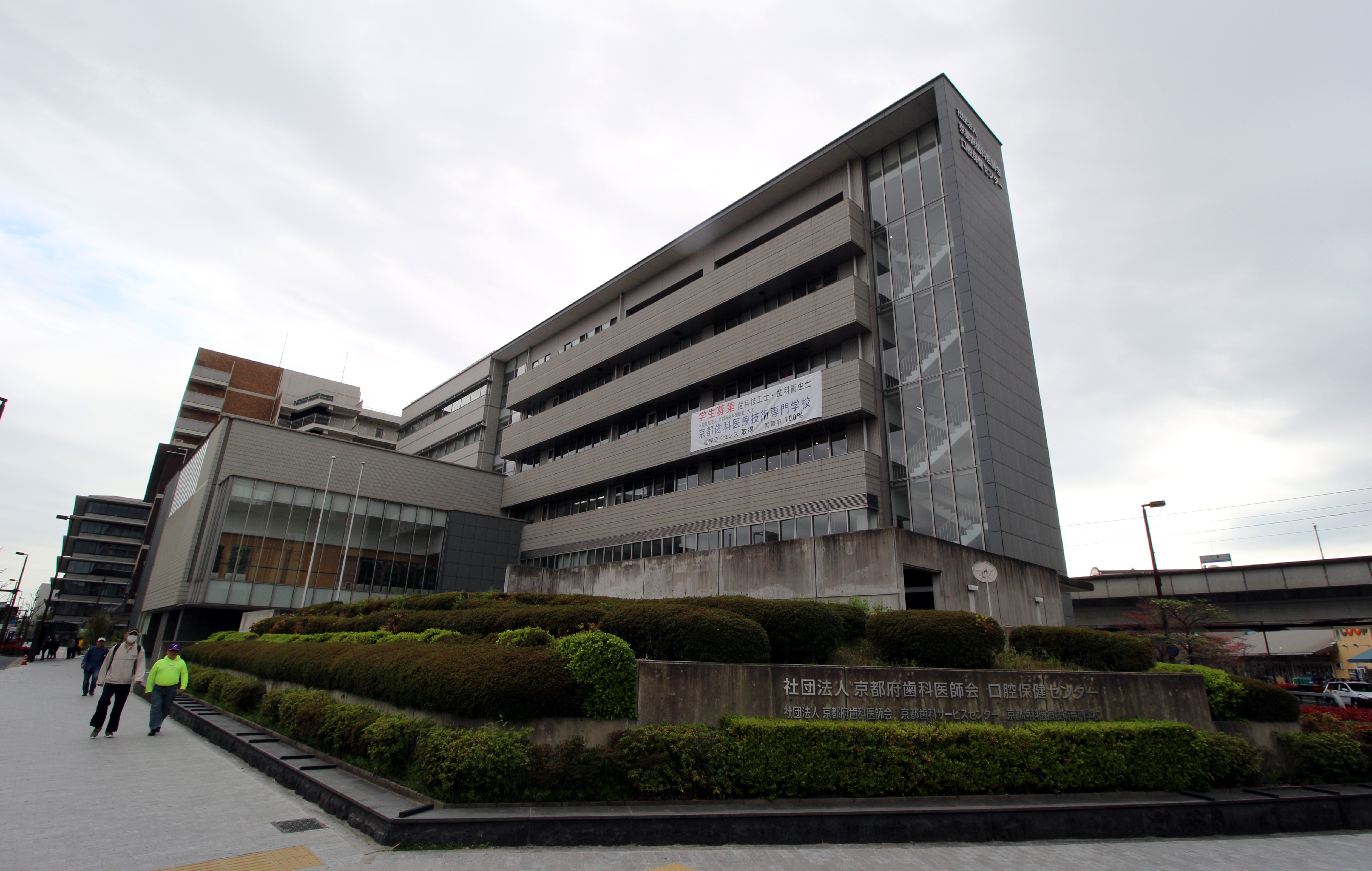
京都歯科医療技術専門学校

京都歯科医療技術専門学校（きょうとしかいりょうぎじゅつせんもんがっこう、英称：Kyoto College of Dental Hygienists & Technicians）は、京都府京都市中京区にある。一般社団法人京都府歯科医師会が運営する歯科技工士と歯科衛生士を育成する歯科医師会会立の専修学校である。

## 学科
- 技工士科（歯科技工士を目指す2年制の昼間部学科）
- 衛生士科（歯科衛生士を目指す3年制の昼間部学科）
- 技工士専攻科（1年制の昼間部学科）

## 沿革
- 1962年 社団法人京都府歯科医師会会立京都歯科衛生士学院が設立される。
- 1970年 社団法人京都府歯科医師会会立京都歯科技工士学院が設立される。
- 1979年 京都歯科医療技術専門学校　衛生士科・技工士科と改称。
- 1995年 技工士専攻科が設置される。

## 交通
鉄道
- JR山陰本線・「二条駅」または京都市営地下鉄東西線「二条駅」より徒歩約1分。

バス
- 京都市営バス「二条駅前」下車徒歩約1分。